# ランドン・ディッカーソン
ランドン・ディッカーソン（1998年9月30日 - ）は、アメリカ合衆国ノースカロライナ州ヒッコリー出身のアメリカンフットボール選手。ポジションはオフェンシブガード（OG）。NFLのフィラデルフィア・イーグルスに所属している。
カレッジフットボールはフロリダ州立大学とアラバマ大学でプレーをし、2021年のNFLドラフトで2巡目全体37位指名をされ、イーグルスに入団した。

## 大学時代

### フロリダ州立大学時代
フロリダ州立大学入学後、開幕戦から先発出場することとなり、これは1982年来のことであった。しかし、シーズン終了の膝の怪我を負い、先発出場した試合数は7試合であった。2年生シーズンも最初の4試合を先発出場したものの、怪我のためシーズンの残りの欠場を余儀なくされた。3年生シーズンは2試合目で足首を負傷したため、医療用レッドシャツを使った。シーズン終了後、チームの移籍を決めたため、フロリダ州立大学で学士号を取得し、大学院編入としてアラバマ大学に入学した。

### アラバマ大学時代
アラバマ大学入学後は、すぐに先発右ガードに選ばれ、4試合後、プレーしたことのないセンターにポジションを変えたのにもかかわらず、その後も先発出場し、オールサウスイースタン・カンファレンスの第2チームに選ばれた。2020年のSECチャンピオンシップゲームのフロリダ大学戦で右膝の靭帯損傷をするまでに、11試合に先発出場した。その後、オールサウスイースタン・カンファレンスの第1チームに選ばれ、アラバマ大学のチームメイトのアレックス・レザーウッドとともにジェイコブス・ブロッキング・トロフィーに選ばれた。先述の靭帯損傷がシーズン終了の怪我と考えられていたものにもかかわらず、2021年のカレッジフットボール・プレーオフナショナルチャンピオンシップゲームの最後のスナップのみ出場した。

## プロキャリア
| 6 ft 5+5⁄8 in (197 cm)  | 333 lb (151 kg) | 33+1⁄4 in (84 cm) | 10+3⁄8 in (26 cm) |
| All values from Pro Day |                 |                   |                   |

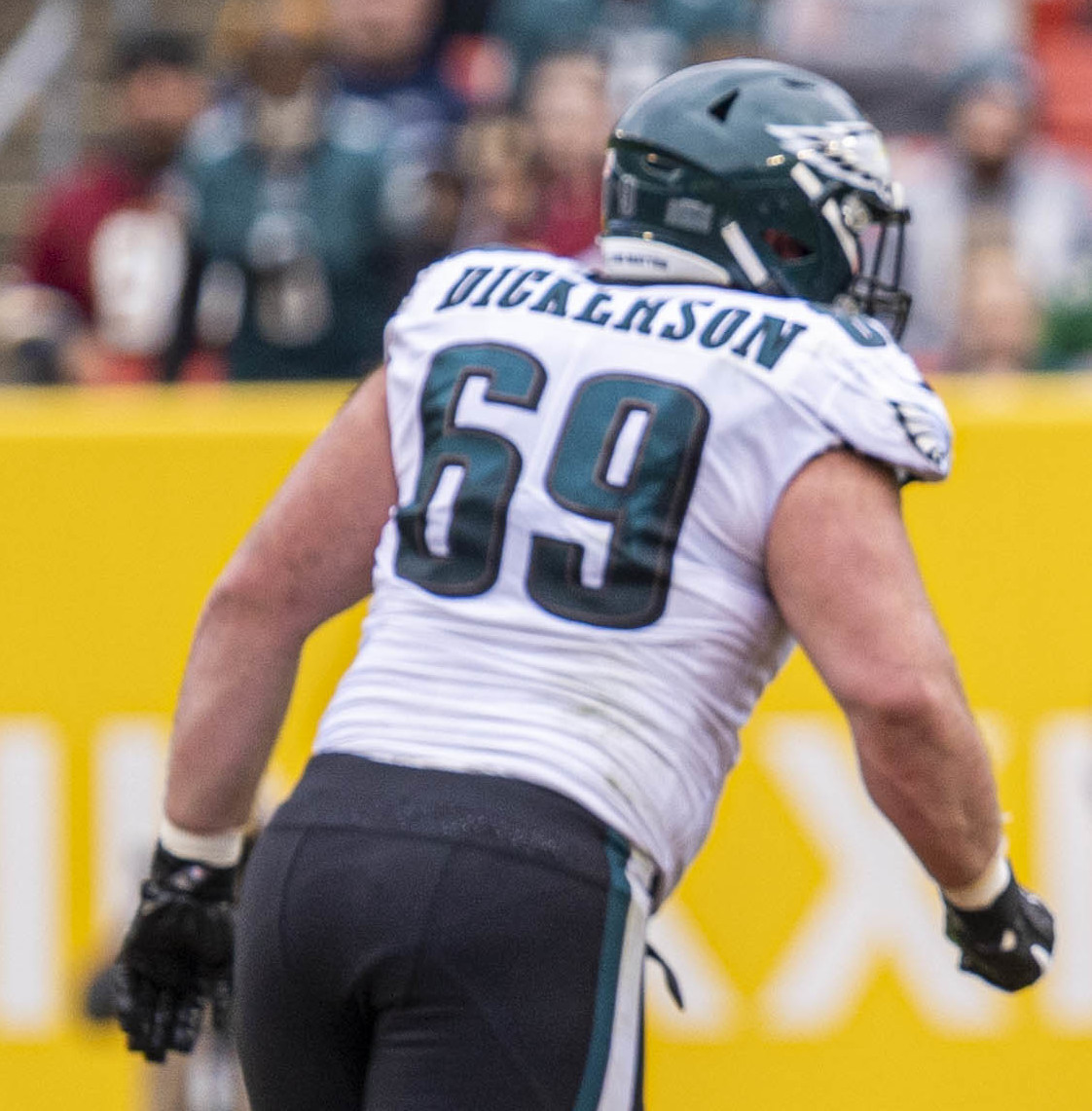
2022年のディッカーソン

2021年のNFLドラフトで2巡目全体37位指名を受け、フィラデルフィア・イーグルスに入団した。2021年7月26日、ディッカーソンはイーグルスと4年間のルーキー契約を結んだ。
2021年シーズンの第3週に先発選手の負傷のため、右ガードとして先発出場した。
2022年12月21日、チームメイトのオフェンシブラインマンのレーン・ジョンソンとジェイソン・ケルシーとともにキャリア初のプロボウルに選ばれた。
2024年シーズンは16試合に先発出場し、3年連続のプロボウルに選出された。ワシントン・コマンダースとのNFCチャンピオンシップゲームでは負傷したキャム・ユルゲンスに代わってセンターとして先発した。第59回スーパーボウルでは左ガードに戻って先発出場し、制覇に貢献した。

## 人物
2024年のトレーニングキャンプにおける練習後の疲労した状態で握力138.4㎏（305.2lb）を記録したり、アラバマ大学時代で既にスクワット347㎏（765lb）を挙げる怪力男。